# پادشاه سوسونگ
پادشاه سوسونگ (۷۹۸ میلادی تا ۸۰۰ میلادی) (هانگول:소성) (هانجا:昭聖王) سی و نهمین پادشاه شیلا بود او در سال ۷۹۸ میلادی به حکومت رسید و بعد از نوزده ماه حکومت درگذشت.
او نوه شاه وون سونگ و پدرش ولیعهد هیچونگ اینگیوم بود که قبل از اینکه تاج و تخت را بر دست بگیرد درگذشت، مادرش هم ملکه سئونگموک بود.
پادشاه سو سئونگ که قبل از به تخت نشستن در دربار سلطنتی بزرگ شده بود قرار بود پس از پدرش در آینده شاه بشود اما پدرش درگذشت و او جانشین پدر بزرگش شد.
او در سال ۷۹۰ میلادی به سلسله تانگ سفر کرد و بعدها به شیلا بازگشت. او پس از اینکه در سال ۷۹۸ تاجگذاری کرد ۱۹ ماه بعد در سال ۸۰۰ میلادی از دنیا رفت.